# Luis Alberto Corvalán

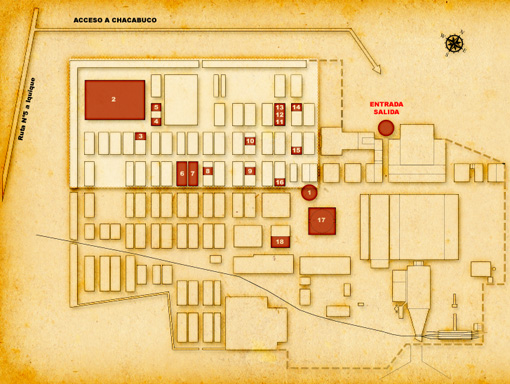
Plano del campo de concentración Chacabuco, donde Luis Alberto Corvalán estuvo encarcelado.

Luis Alberto Corvalán Castillo (Santiago, Chile, 2 de agosto de 1947-Sofía, Bulgaria, 26 de octubre de 1975) fue un ingeniero agrónomo y activista chileno.

## Biografía
Hijo de Luis Corvalán (1916-2010), quien fuera secretario general del Partido Comunista de Chile (1948-1990) y prisionero político de la dictadura de Pinochet. Estuvo casado con Ruth Vuskovic Céspedes, hija de Pedro Vuskovic (ministro de Economía de Salvador Allende), con la que tuvo un hijo, el músico e investigador del folclor Diego Corvalán (hoy radicado en México). Se tituló como ingeniero agrónomo en la Universidad de Chile, donde fue dirigente de la FECH, y luego participó en el Plan de Reforma Agraria de la Unidad Popular.
Fue detenido tres días después del golpe militar del 11 de septiembre de 1973 y torturado durante más de un año, primero en el Estadio Nacional y más tarde en el campo de concentración Chacabuco. Tras ser liberado junto con otras 43 personas, entre ellas el cantautor Ángel Parra, hijo de Violeta Parra, grabó clandestinamente el álbum Chacabuco, que posteriormente Ángel le dedicaría.
Fue exiliado a Bulgaria en 1975, donde colaboró en el documental El corazón de Corvalán, dirigido por el cineasta soviético Román Karmen y estrenado en 1976, que formó parte de la campaña internacional que buscaba conseguir la liberación de su padre. Falleció durante la realización del documental, a los 28 años, como consecuencia de las torturas que sufrió en cautiverio.
En agosto de 2007 fue publicado póstumamente Viví para contarlo, libro escrito por Luis Alberto Corvalán en 1975 acerca de su escalofriante experiencia en Chacabuco. La obra incluye un prólogo escrito por Gladys Marín en junio de 1977, durante su exilio en México.